# Sittich von Berlepsch († 1470)
Sittich von Berlepsch (* im 14. oder 15. Jahrhundert; † 1470) ist der Stammvater des heutigen Geschlechts Berlepsch unter den 5 Sittichen und war landgräflicher Erbkämmerer sowie Landvogt an der Lahn.

## Leben

### Familie
Sittich entstammte dem Adelsgeschlecht derer von Berlepsch, das sich nach der Zerstörung seiner südniedersächsischen Stammburg Barlissen  im 14. Jahrhundert an der Werra festsetzte, wo es bereits im Besitze mehrerer Güter war. Er war der Sohn des Günther von Berlepsch († 1463) und dessen Gemahlin Jutta (geb. von Scharrer) und war mit Christine von Weitershausen († 1481) verheiratet. Aus der Ehe stammten die Söhne Günther († 1462), Philipp († nach 1494) und  Sittich, der ebenfalls Erbkämmerer war.

### Wirken
Sittich wurde 1431 Amtmann auf der Burg Schartenberg und hatte von 1438 bis 1459 das Amt des Landvogts an der Lahn inne. Am 17. Februar 1458 wurde er, als Ältester seines Geschlechts, hessischer Erbkämmerer – nach rund 60 Jahren wieder der erste Berlepsch in diesem Hofamt. Arnold von Berlepsch, einer seiner Vorfahren, war im Jahre 1369 von Landgraf Heinrich II. zum ersten erblichen Kämmerer der Landgrafen ernannt worden. Als Hans von Berlepsch, Sohn des Arnold von Berlepsch, 1392 kinderlos verstarb, erlosch die Berlepsch-Sparrenlinie und die Burg Berlepsch fiel als freies Lehen an den Landgrafen zurück. Thilo von Berlepsch aus der Sittich-Linie bemächtigte sich widerrechtlich der Burg, die 1400 auf Befehl des Landgrafen durch hessische Truppen vollends zerstört wurde. Von da an wurde das Amt des Erbkämmerers – zunächst – nicht mehr durch einen Berlepsch besetzt.
Sittich war von 1465 bis 1466 Geheimer Rat und erhielt am  20. Dezember 1461 auf seinen Antrag vom Landgrafen die Burg Berlepsch mit allen zugehörigen Ortschaften im Tausch gegen die Burg Sensenstein. Sittich war ein geschickter Geschäftsmann und vergrößerte sein Vermögen erheblich.